# Ваххольц, Леон
Леон Ваххольц (пол. Leon Wachholz, 20 июня 1867, Краков — 1 декабря 1942, там же) — польский учёный, врач судебной медицины, психопатолог, криминолог, педагог, профессор, член Польской академии знаний (с 1930).
Создатель современной судебной медицины Польши. Один из самых известных польских представителей в области судебной медицины в XX веке.

## Биография
С 1896 по 1933 — профессор Ягеллонского университета и руководитель кафедры и института судебной медицины.
Автор около 200 работ в области судебной и общей медицины, а также трудов по истории медицины, в том числе первых современных учебников судебной медицины (уже в первом издании в 1899 поместил информацию о дактилоскопии и её значении в идентификации личности), а также по судебной психопатологии и технике вскрытия.
Избирался вице-президентом Международной академии судебной медицины.

## Избранные труды
- Podręcznik medycyny sa̧dowej z uwzględnieniem ustawodawstwa austryackiego, niemieckiego i rosyjskiego (1899),
- Medycyna sądowa (1919),
- Technika sekcji zwłok (1919),
- Psychopatologia sądowa (1923).
- Szpitale krakowskie 1220 −1920 (1921-24, в 2 томах)
- Medycyna sądowa na podstawie ustaw obowiązujących na ziemiach polskich (1925) и др.

В ноябре 1939 вместе с другими научными работниками Кракова был арестован гитлеровцам в рамках акции «Sonderaktion Krakau» в здании Сollegium Novum Ягеллонского университета и отправлен в концлагерь Заксенхаузен. В феврале 1940 был освобожден из лагеря.
Умер 1 декабря 1942.